# Wielkie Oczy
Wielkie Oczy (trad. "Grandi occhi") è un comune rurale polacco del distretto di Lubaczów, nel voivodato della Precarpazia.
Il suo territorio si estende per 146,49 km². Nel 2004 contava 3 916 abitanti.